# 托尼欧伯夫
托尼欧伯夫（法語：Togny-aux-Bœufs，法語發音：[tɔɲi o bœf]）是法国马恩省的一个市镇，属于香槟沙隆区。

## 地理
托尼欧伯夫（48°51'9"N, 4°26'41"E）面积9.98 平方千米，位于法国大東部大區马恩省，该省份为法国东北部内陆省份，北起阿登省，西北接埃纳省，西南接塞纳-马恩省，南至奥布省，东南接上马恩省，东临默兹省。
与托尼欧伯夫接壤的市镇（或旧市镇、城区）包括：马恩河畔韦西尼厄勒、库佩、福-韦西尼厄勒、马恩河畔迈里、波尼、维特里城。

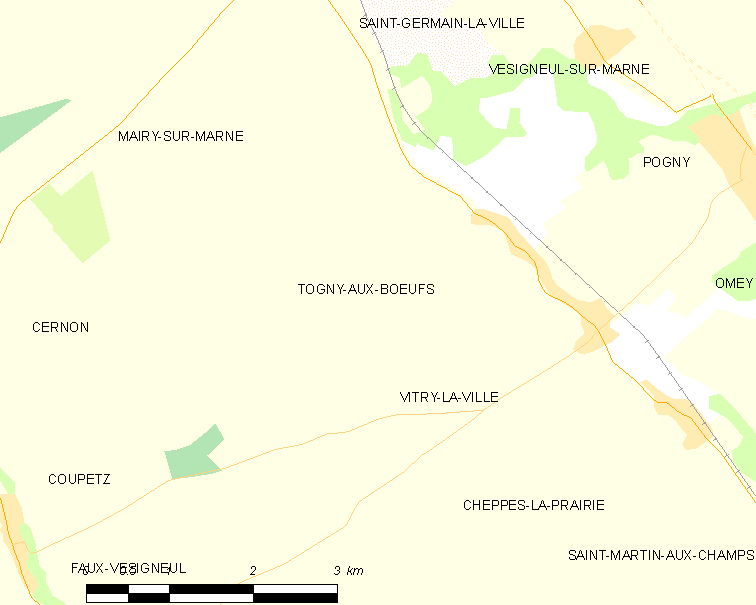
托尼欧伯夫的OSM定位图

托尼欧伯夫的时区为UTC+01:00、UTC+02:00（夏令时）。

## 行政
托尼欧伯夫的邮政编码为51240，INSEE市镇编码为51574。

## 政治
托尼欧伯夫所属的省级选区为香槟沙隆第三县。

## 人口

1962-2008年间托尼欧伯夫人口变化图示

托尼欧伯夫于2022年1月1日时的人口数量为138人。